# 沃托克 (加利福尼亞州)
沃托克（英語：Wahtoke）是位於美國加利福尼亞州弗雷斯諾縣的一個非建制地區。該地的面積和人口皆未知。

## 地理
沃托克的座標為36°40′37″N 119°27′28″W / 36.67694°N 119.45778°W，而該地的平均海拔高度為110米（即361英尺）。